# Quettreville-sur-Sienne
Quettreville-sur-Sienne è un comune francese di 1 475 abitanti situato nel dipartimento della Manica nella regione della Normandia.

## Società

### Evoluzione demografica
Abitanti censiti